# 索图-达韦利亚
索图-达韦利亚是葡萄牙布拉干萨区的一个堂区。总面积12.38平方公里，总人口125人，人口密度10.1人/平方公里。